# Rezerwat przyrody Las Natoliński
Rezerwat przyrody Las Natoliński – leśny rezerwat przyrody utworzony w 1991. Znajduje się na terenie warszawskiej dzielnicy Wilanów.

## Historia
Rezerwat jest pozostałością po dawnej puszczy. Pod koniec XVII wieku król Jan III Sobieski utworzył na tym obszarze królewski zwierzyniec, z kolei August II Mocny przekształcił zwierzyniec na miejsce hodowli oraz polowań na bażanty. Z tego powodu miejsce uzyskało nazwę Bażantarnia, która funkcjonowała do początków XIX wieku. 
Książę August Czartoryski urządził w Bażantarni wiejską rezydencję w 1780 roku. W kolejnych latach za czasów hrabiego Stanisława Kostki Potockiego powstał park krajobrazowy. Park obfitował w wiekowe drzewostany, w których pojawiały się klomby drzew i krzewów, polany oraz budowle i ozdoby parkowe. Nazwa Bażantarnia funkcjonowała do 1807 roku, kiedy to została zmieniona na Natolin. Ta z kolei nawiązywała do urodzonej w 1807 roku córki Aleksandra i Anny Potockich – Natalii.
W czasie II wojny światowej na terenie obecnego rezerwatu miała miejsce jedna z pierwszych egzekucji w okupowanej przez Niemców Warszawie. Rozstrzelano wtedy 15 mężczyzn; ciała ofiar ekshumowano w 1971 roku, a w 2022 roku upamiętniono pomnikiem ustawionym przy ogrodzeniu Kolegium Europejskiego.

## Przyroda
Rezerwat zajmuje powierzchnię 104,2204 ha (akt powołujący podawał 105,00 ha). Wokół rezerwatu wyznaczono otulinę o powierzchni 381,17 ha. Obszar rezerwatu jest objęty ochroną czynną.
Celem ochrony jest zachowanie ze względów naukowych i dydaktycznych naturalnych, zróżnicowanych zbiorowisk leśnych z licznymi drzewami pomnikowymi oraz bogatej rzeźby terenu.
Las Natoliński jest pozostałością Puszczy Mazowieckiej. 
Najcenniejszym elementem rezerwatu są leśne zbiorowiska o bogatym składzie gatunkowym. Są one pozostałością dawnych lasów liściastych porastających żyzne siedliska charakterystyczne dla Doliny Środkowej Wisły. W ukształtowaniu terenu rezerwatu uwidaczniają się tarasy. Dolny taras jest najbardziej wilgotny, dlatego porastają go lasy liściaste o charakterze łęgów. Na obszarach suchszych oraz tarasie górnym występuje grąd. W drzewostanie wyróżniają się dęby; wiek najstarszych szacuje się na 300–400 lat. Według szacunków, na obszarze rezerwatu może znajdować się 1000 drzew pomnikowych.              
Poza wiekowymi dębami Las Natoliński porastają także: jesiony wyniosłe, lipy drobnolistne, klony pospolite i olsze czarne. Miejscowo występują także stuletnie sosny. Skarpę porastają również dęby bezszypułkowe i wiązy szypułkowe. Większe luki w drzewostanie powstające na skutek obumierania drzew są chętnie zasiedlane przez gatunki światłożądne, takie jak: brzoza czy osika. Warstwa krzewów jest silnie rozwinięta i składa się przede wszystkim z takich gatunków jak: leszczyna pospolita, kruszyna pospolita, jarząb pospolity, bez czarny, czeremcha zwyczajna i amerykańska. Warstwę podszytu stanowią także młodsze gatunki drzew wcześniej wymienione.             
Wiosną runo pokrywa wielobarwny i wielogatunkowy dywan kwiatowy, który tworzą następujące gatunki: kokorycz pełna, piżmaczek wiosenny, złoć żółta oraz zawilec gajowy. Zgodnie z rytmem wyznaczanym przez pory roku, zmienia się również skład gatunkowy runa. Latem, kiedy znacznie mniej promieni słonecznych dociera do dna lasu niż wiosną, pojawiają się gatunki potrzebujące do rozwoju mniej światła niż wymienione wcześniej. Są to przede wszystkim: gajowiec żółty, szczyr trwały, szczawik zajęczy, miodunki oraz rzadko spotykana w okolicach Warszawy śledziennica skrętolistna.               
Obszar rezerwatu jest miejscem bytowania wielu zwierząt. Spośród mniejszych ssaków można zaobserwować: lisa, borsuka, zająca, gronostaja, kunę, łasicę, ryjówkę, myszy i nornice. Dziuplaste drzewa są zamieszkiwane przez ptaki, ale również i nietoperze. Z powodu występowania na obszarze rezerwatu wielu starych drzew dziuplastych, jest to atrakcyjny teren dla ptaków. Występują tutaj: myszołów, czapla siwa, bażant, kowalik, dzięcioły, sikory, muchołówki, szpaki.                    
W wyniku badań i obserwacji stwierdzono, że w Lesie Natolińskim jest największe zagęszczenie dzięcioła średniego na Mazowszu.                    
Jest to także miejsce występowania wielu gatunków gadów, płazów i owadów.                   
Wśród owadów wyróżnia się jeden gatunek, objęty ochroną w ramach Europejskiej Sieci Natura 2000 – pachnica dębowa.
Rezerwat posiada naturalne walory krajobrazowe jak i kulturowe. W kierunku Wisły, przez cały rezerwat przebiega oś widokowa wschód-zachód. Stojąc na niej można zobaczyć pałac. Inne zabytkowe obiekty kulturowe to: Holendernia, akwedukty oraz pomnik Natalii.           
Teren rezerwatu jest ogrodzony i strzeżony. Jest udostępniany zwiedzającym wyłącznie z przewodnikiem w zorganizowanych grupach o maksymalnej liczebności 30 osób. Izolowanie Lasu Natolińskiego poprzez ogrodzenie go, pozwoliło zachować naturalny charakter tego miejsca.   
Na terenie rezerwatu znajdują się staw Łasice oraz fragment Rowu Natolińskiego. Przy zachodniej stronie ogrodzenia, przy ulicy Nowoursynowskiej, rośnie dąb Mieszko I, uważany za najstarsze drzewo na Mazowszu.